# Antonínov (Tisá)
Antonínov (německy Antonsthal) je osada a základní sídelní jednotka obce Tisá v okrese Ústí nad Labem ležící v nadmořské výšce 555 metrů. Nachází se asi 1,5 kilometru západně od Tisé. Antonínov leží v katastrálním území Tisá o výměře 11,415 km².

## Historie
Vesnice vznikla v době mezi lety 1869 a 1878. Německý název Antonsthal znamená Antonínovo údolí.

## Obyvatelstvo
Při sčítání lidu v roce 1921 ve vsi žilo 54 obyvatel (z toho 22 mužů) německé národnosti a římskokatolického vyznání. Podle sčítání lidu z roku 1930 měla vesnice 51 obyvatel německé národnosti, z nichž bylo 42 římských katolíků a devět lidí bez vyznání.
|           | 1869 | 1880 | 1890 | 1900 | 1910 | 1921 | 1930 | 1950 | 1961 | 1970 | 1980 | 1991 | 2001 | 2011 |
| --------- | ---- | ---- | ---- | ---- | ---- | ---- | ---- | ---- | ---- | ---- | ---- | ---- | ---- | ---- |
| Obyvatelé | —    | 55   | 66   | 75   | 71   | 54   | 51   | 23   | 21   | 15   | —    | —    | 3    | 13   |
| Domy      | —    | 9    | 10   | 10   | 10   | 10   | 10   | 10   | 8    | 6    | —    | —    | 1    | 5    |